# Jarny
Jarny is een gemeente in het Franse departement Meurthe-et-Moselle (regio Grand Est). In de gemeente ligt het spoorwegstation Conflans-Jarny. Jarny telde op 1 januari 2022 8.090 inwoners. Jarny maakt deel uit van het arrondissement Briey.

## Geschiedenis
De streek rond Jarny hing eerst af van de bisschoppen van Metz en daarna, tot 1766, van de hertogen van Bar. In dat jaar kwam het gebied met de rest van Lotharingen bij Frankrijk. In het laatste kwart van de 19e eeuw transformeerde Jarny van landbouwcentrum met enige industrie naar een industriegemeente. Bepalend hierbij was de opening van het treinstation Conflans-Jarny op de lijn Châlons-Metz in 1873. In de volgende jaren werd het station uitgebouwd tot een spoorwegknooppunt. Jarny lag immers strategisch dicht bij de grens van het door Duitsland geannexeerde Elzas-Lotharingen. In 1914 werd de streek veroverd door de Duitsers en tijdens de rest van de oorlog was het station een belangrijk aanvoerpunt achter het front voor materiaal voor het Duitse leger.
In 1908 en 1911 openden twee ijzermijnen. In het laatste kwart van de 20e eeuw kende de gemeente een moeilijke reconversie, met het sluiten van de mijnen (jaren 1980) en het wegtrekken van industrie.
Jarny is sinds 22 maart 2015 de hoofdplaats van het op die dag opgerichte kanton Jarny. Daarvoor hoorde het bij het kanton Conflans-en-Jarnisy, dat toen opgeheven werd.

## Geografie
De oppervlakte van Jarny bedroeg op 1 januari 2022 15,6 vierkante kilometer; de bevolkingsdichtheid was toen 518,6 inwoners per km².
De Orne stroomt ten noorden van de gemeente.

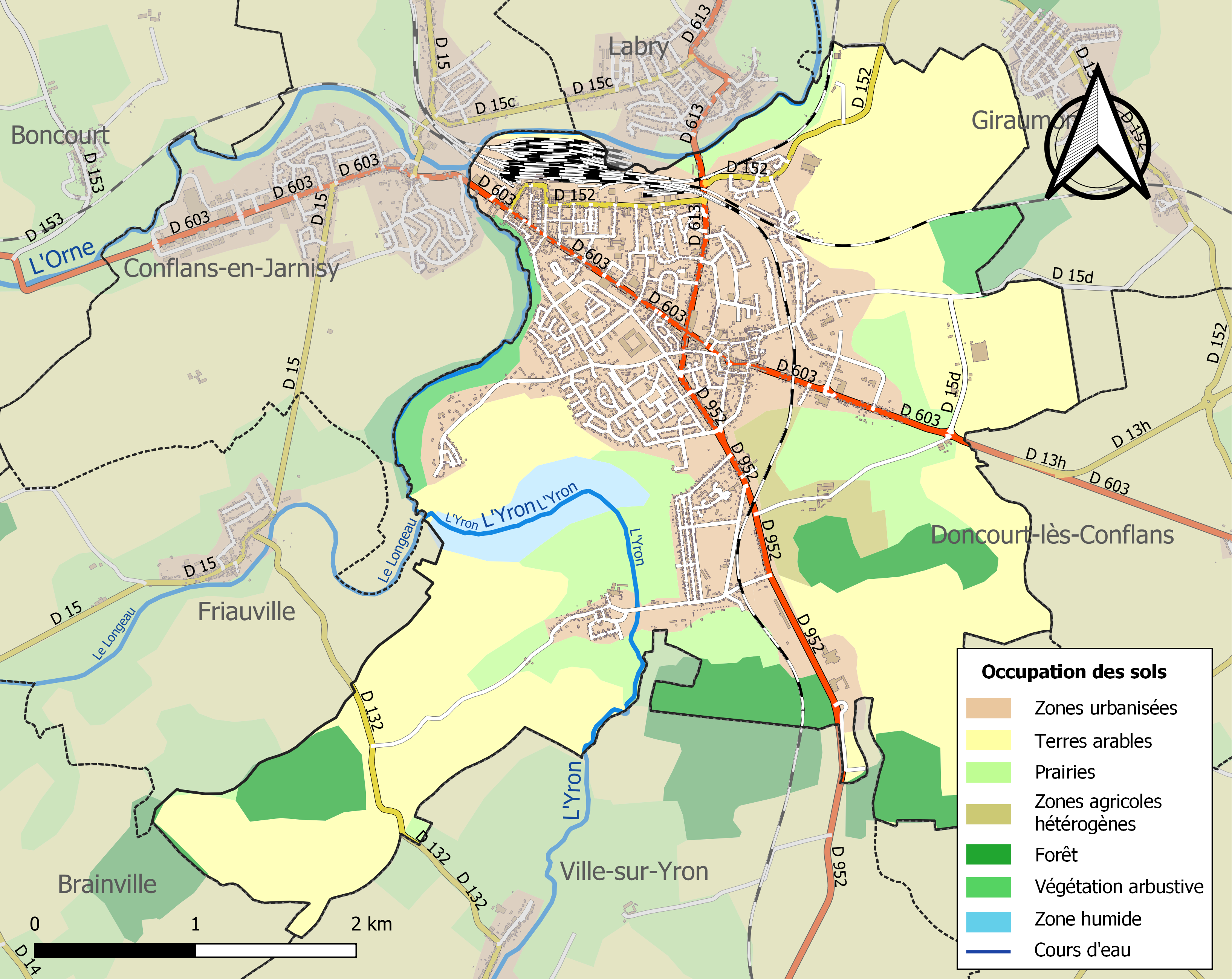
Kaart van de gemeente met de belangrijkste infrastructuur, bodemgebruik en omliggende gemeenten

## Demografie
Aan het begin van de 20e eeuw kende de gemeente een sterke groei. De bevolking groeide van 790 inwoners in 1900 naar 3480 inwoners in 1914. Onderstaande figuur toont het verloop van het inwonertal (bron: INSEE-tellingen).

## Bezienswaardigheden

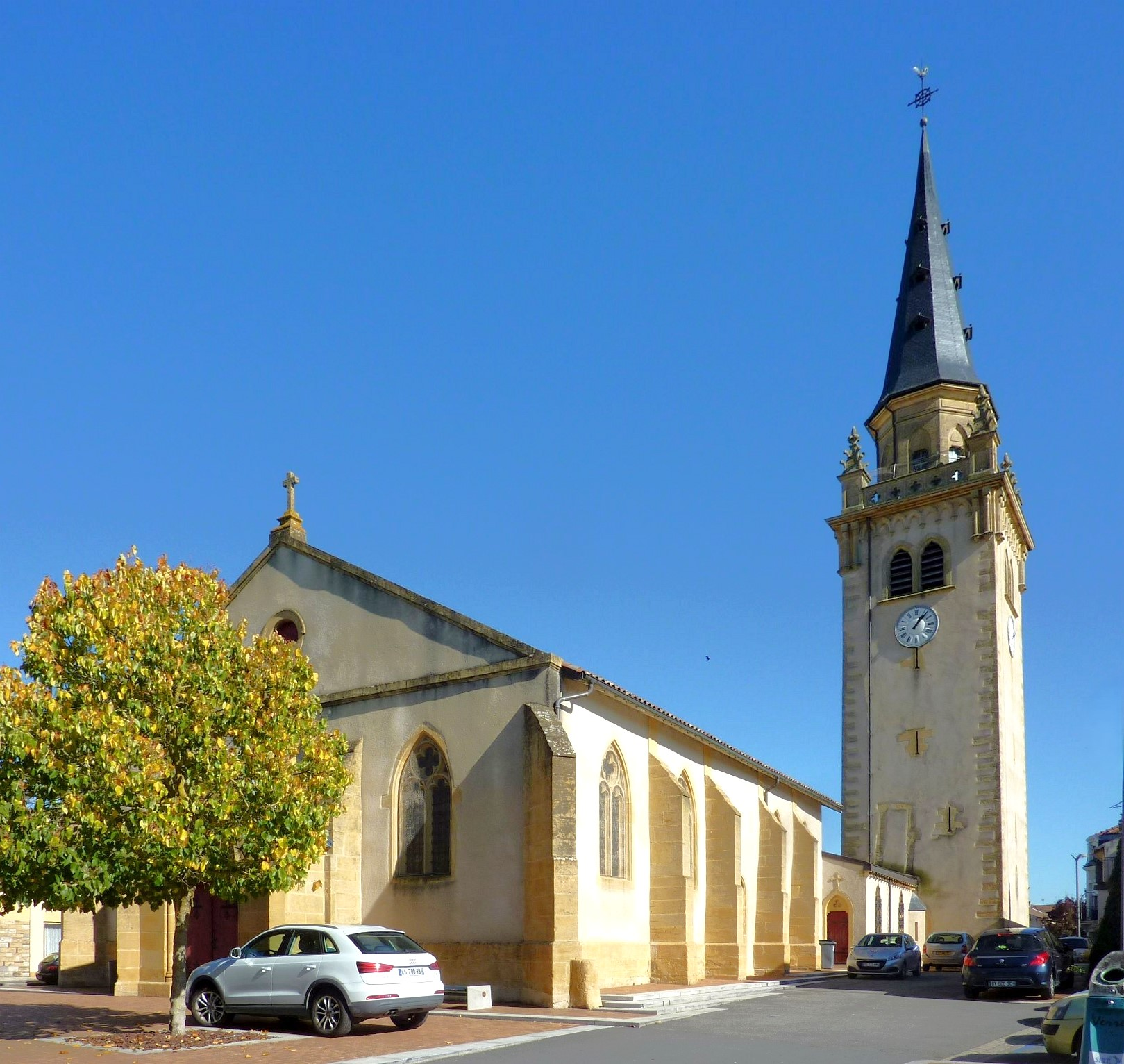
Kerk Saint-Maximin

Het oudste gebouw in de gemeente is de kerk Saint-Maximin waarvan de oudste delen 13e-eeuws zijn. Daarnaast telt de gemeente industrieel erfgoed.

## Geboren
- Gérard Biguet (1946), voetbalscheidsrechter